# Riecke (Familie)
Die Familie Riecke (zum Teil auch von Riecke) stammte ursprünglich aus Mecklenburg. Sie ist eine Gelehrtenfamilie, die eine Vielzahl an Ärzten und hochstehenden Beamten in Württemberg hervorgebracht hat. Heinrich Riecke wanderte 1681 nach Württemberg aus, das in dieser Zeit durch den Dreißigjährigen Krieg stark entvölkert war. Im Jahr 1685 konnte er sich in Stuttgart als Bürger und Chirurg niederlassen. Er gilt als der Stammvater der württembergischen Familie Riecke. Sein Urenkel hatte sich für mehrere Jahre nach Brünn begeben und war dort der erste protestantische Geistliche, nachdem Kaiser Joseph II. das Toleranzpatent erlassen hatte.

## Linien
1. Heinrich Riecke (1658–1707), Chirurg, ließ sich in Stuttgart nieder
  1. Victor Heinrich Riecke (1697–1755), Arzt, herzoglicher Hofarzt, Stadt- und Amtsphysicus in Stuttgart
    1. Ludwig Heinrich Riecke (1729–1787), Amtsphysikus und Professor der Geburtshilfe in Stuttgart
      1. Victor Heinrich Riecke (1759–1830), evangelischer Pfarrer und Schulmann, erster protestantischer Geistlicher von Brünn nach dem Toleranzpatent
        1. Leopold Sokrates von Riecke (1790–1876), Arzt, Professor der Chirurgie und Geburtshilfe in Tübingen
        2. Friedrich Joseph Pythagoras von Riecke (1794–1876), Mathematiker und Forstwissenschaftler, Professor in Hohenheim
        3. Gustav Adolf Riecke (1798–1883), evangelischer Geistlicher und Pädagoge, Rektor des Lehrerseminars von Esslingen
        4. Emil Amand Lebrecht Riecke (1810–1888), Pädagoge, Ökonomie- und Hofrat[1]
          1. Albert Riecke (1857–1923), Pädagoge, Professor an der Königlichen Oberrealschule zu Ludwigsburg.[2]
          2. Johanna Emma Rosa Schulek (geb. Riecke) (* 8. Februar 1850, in Stuttgart), verheiratet mit Frigyes Schulek
            1. János Schulek (1872–1848), ungarischer Architekt.

      2. Johann Victor Ludwig von Riecke (1771–1850), Stadt- und Amtsphysicus in Stuttgart, Medizinprofessor
        1. Christian Heinrich von Riecke (1802–1865), deutscher Verwaltungsjurist und Beamter, Hofrichter und Hofkammerdirektor
          1. Karl Viktor von Riecke (1830–1898), württembergischer Beamter und Staatsminister der Finanzen

        2. Victor Adolf von Riecke (1805–1857), königlicher Hofarzt, ordentliches Mitglied des Statistischen Büros Württembergs
          1. Karl Victor Eduard Riecke (1845–1915), deutscher Physiker, Professor in Göttingen